# Актинідія китайська
Актинідія китайська (Actinidia chinensis), комерційно відома як золотий ківі, є плодоносною ліаною поширеною в Китаї. Це один із приблизно 40 споріднених видів роду Actinidia, і тісно пов’язаний з Actinidia deliciosa , з якого виробляють найбільш поширений комерційний ківі. Колір плодів може варіюватися від зеленого до салатово-зеленого або золотистого, в залежності від сорту.

## Опис
Актинідія китайська має гладку бронзову шкірку з дзьобоподібною формою в місці прикріплення стебла. Колір м'якоті варіюється від яскраво-зеленого до яскраво-жовтого. Цей вид солодший і ароматніший за смаком порівняно з A. deliciosa, подібний до деяких субтропічних фруктів. Один із найпривабливіших сортів має червоний колір навколо центру плоду та жовту м’якоть зовні. Жовті фрукти мають вищу ринкову ціну і, будучи менш пухкими ніж пухнастий ківі є більш приємними для споживання без шкірки. Комерційно життєздатний сорт цього ківі з червоними кільцями, запатентований як EnzaRed, є сортом китайського сорту hong yang.
«Hort16A» — це золотистий сорт ківі, що продається по всьому світу спочатку як Zespri Gold , потім як SunGold. Цей сорт зазнав значних втрат у Новій Зеландії з кінця 2010 до 2013 років через бактерію PSA. Новий сорт золотистого ківі «Zesy002» виявився більш стійким до хвороб, і більшість виробників перейшли на цей сорт, попит на який у всьому світі зберігся до 2019 року.

## Вирощування
Походит Actinidia chinensis з Хубея та Сичуані. З Китаю експортований до Нової Зеландії в 1904 році  У Китаї Actinidia chinensis поширена на всьому південному сході країни. Вперше її було вирощено в комерційних цілях у Новій Зеландії , де вона була виведена в комерційних цілях як сорт Actinidia deliciosa.
Гербарні зразки були надіслані до Королівського садівничого товариства британським мисливцем за рослинами Робертом Форчуном, на основі якого Жюль Еміль Планшон назвав новий рід у Лондонському журналі ботаніки, 1847 рік. Чарльз Маріс, збираючи для пана Вейча, помітив це в Японії, але знайомство із західним садівництвом було зроблено Е. Х. Вілсоном, який надіслав насіння, зібране в Хубеї, до Вейча в 1900 році 

## Використання
Плоди розміром приблизно з куряче яйце є багатим джерелом вітаміна С і харчових волокон.